# 16481 Thames
A 16481 Thames (ideiglenes jelöléssel (16481) 1990 QU7) a Naprendszer kisbolygóövében található aszteroida. Eric Walter Elst fedezte fel 1990. augusztus 16-án.